# Parque Municipal Germano Augusto Sampaio
O Parque Municipal Germano Augusto Sampaio - PMGAS, localizado no Bairro Doutor Sílvio Botelho, Zona Oeste de Boa Vista foi inagurado no dia 14 de fevereiro de 2004, durante a segunda gestão da prefeita Teresa Surita.
Com área de 178.284m², dispõe de quadras esportivas para vôlei e futebol, pistas de bicicross e skate, anfiteatro, ampla área verde, lagoa natural, lanchonetes, Centro de Referência de Assistência Social - CRAS PINTOLÂNDIA, Posto de Guarda Civil Municipal (Ronda Ostensiva Municipal - ROMU), calçadão e estacionamentos.
Quanto a dimensão espacial, o parque abrange uma área com aproximadamente 12 quadras, dispostas no entorno de uma diversidade de usos como comércios (2° imagem), sendo mais intensos nas Avenidas, Laura Pinheiro Maia, Nazaré Filgueiras e rua Delman Veras, assim como os equipamentos institucionais que estão localizados na rua Carmelo e na Av. Nazaré Filgueiras.

## Parques urbanos em Boa Vista-RR: um objeto social
[...] Assim o processo de urbanização de Boa Vista, transformou numa prática, modificada a partir de cenários sazonais políticos, econômicos, sociais e culturais, que, assim como descaracterizou o traçado do plano urbanístico inicial, também redefiniu hierarquias espaciais em função da própria dinâmica na cidade.
Nota-se que espaço é produto das relações entre os homens e dos homens com a natureza, e ao mesmo tempor é o fator que interfere nas mesmas relações existentes no meio social. Desta forma, a imagem 3 demostra a evolução da produção espacial, visto no tecido urbano desde 1945 até 2008.

Produção no espaço urbano de Boa Vista